# Ford Fiesta
Ford Fiesta är en småbilsmodell som tillverkades mellan 1976 och 2023 i olika generationer.
Fiestan var vid introduktionen Fords minsta modell. Inga finesser eller nya funktioner och ett minimum av vad som kunde uppfattas som extrautrustning. Flera generationer av "Fiestor" har följt sedan den första; större och motorstarkare för varje generationsskifte, men de har förblivit i småbilsklassen. Sedan 1996 är dock Ford Ka Fords minsta bil. Fiestan marknadsförs och säljs över i stort sett hela världen med undantag för USA, där den visserligen såldes mellan 1977 och 1980 samt mellan 2010 och 2019. Det är en av Fords mest framgångsrika modeller med mer än 15 miljoner sålda exemplar.

## Historia
Fiestan ritades av Ford Motor Company i europeiska del, Ford Europa. Den började utvecklas 1972 under projektnamnet "Bobcat" och 1973 började utvecklingsavdelningarna i Köln Dunton att utveckla modellen. Den var tänkt att fylla en lucka i småbilssegmentet och som förebild hade man Fiat 127. För modellen byggdes en helt ny fabrik i Valencia. Det fanns en rad förslag på namn men det var Henry Ford II som avgjorde namnfrågan och valde Fiesta. Fiesta tillverkas också i Brasilien, Mexiko, Venezuela, Kina, Indien och Sydafrika.

## Generationer

### Första generationen
Mark I, 1976-1984
Den första generationen som såldes i Sverige hade en förgasarmotor på 1,1 liter med manuell choke samt en manuell 4-växlad låda. 

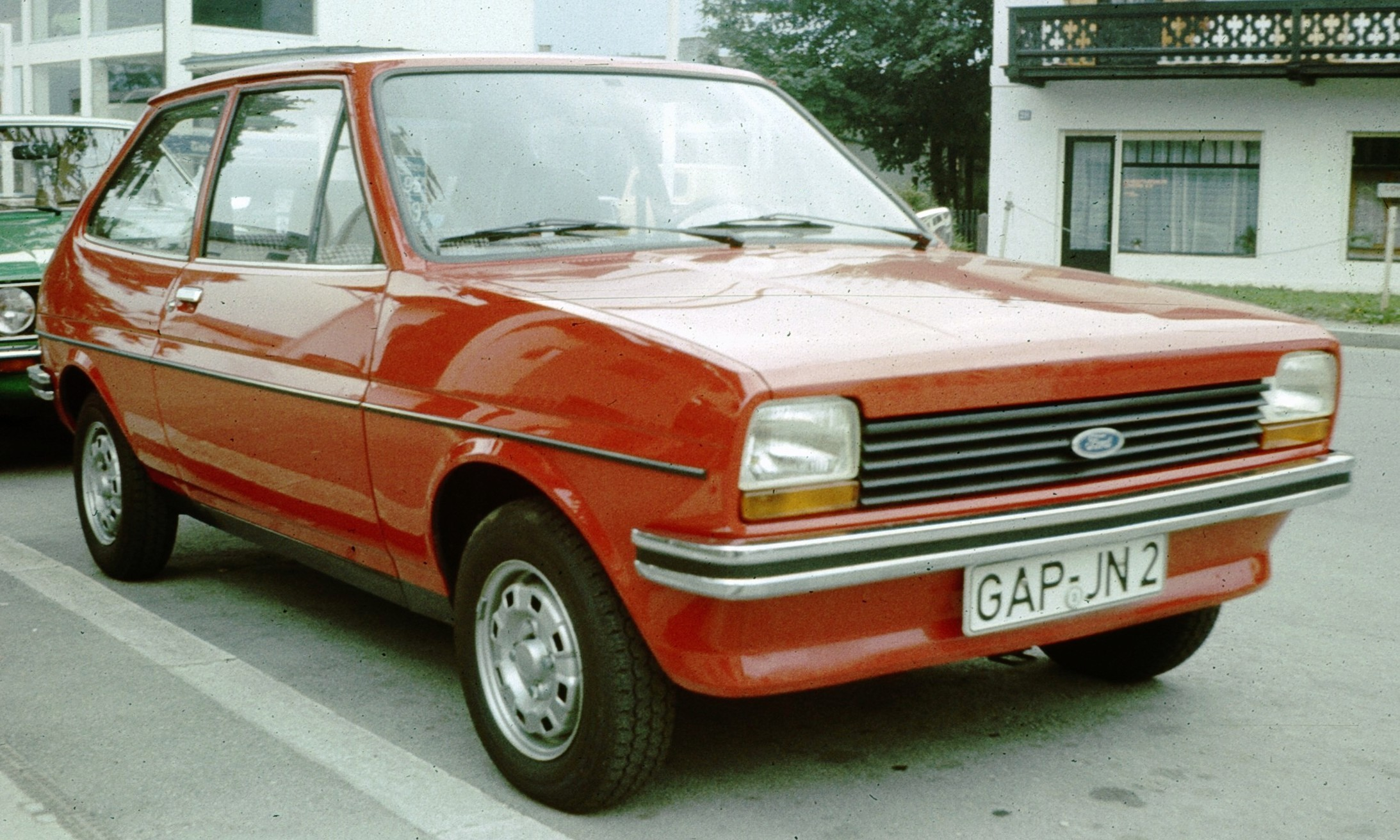
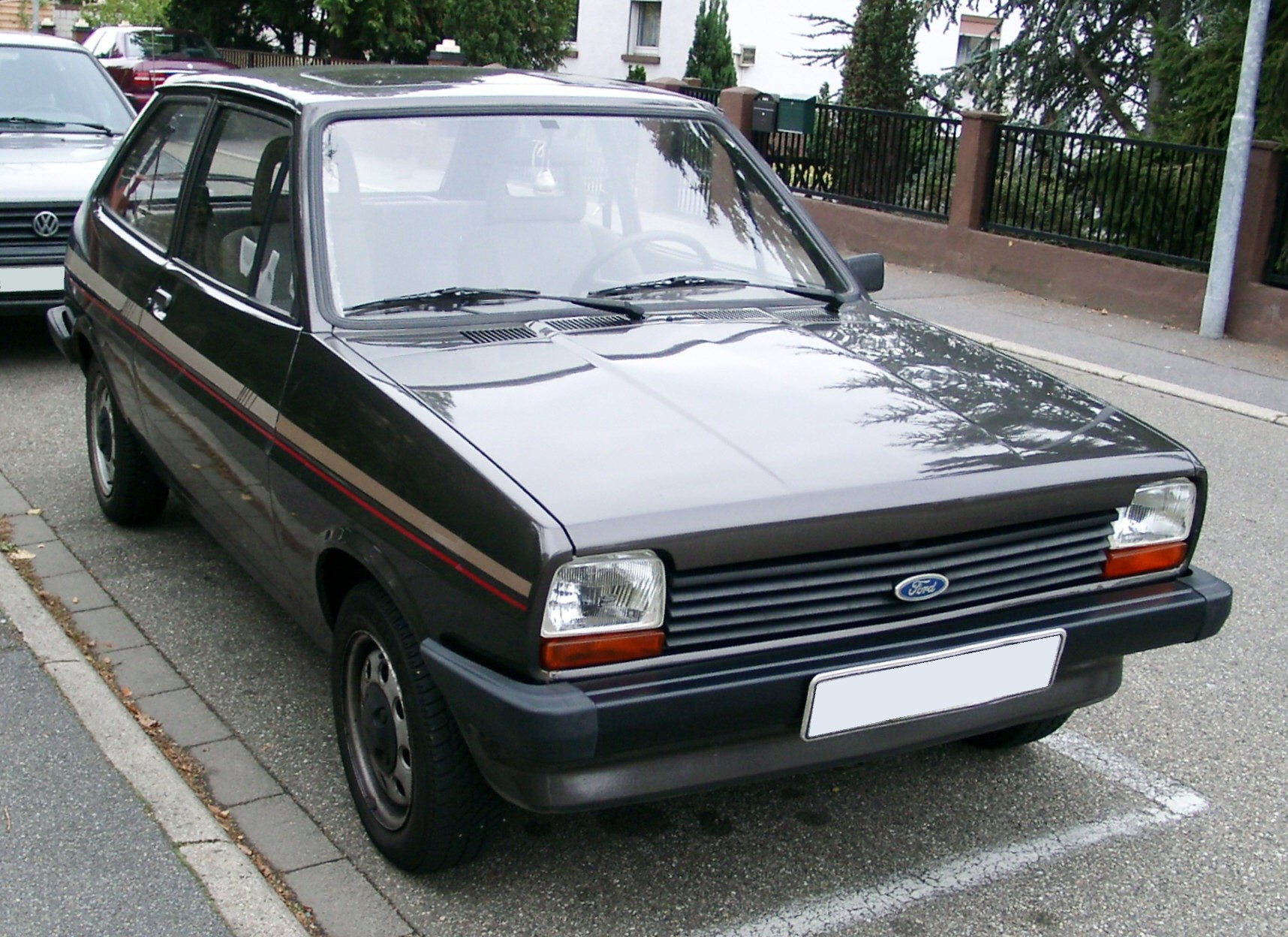
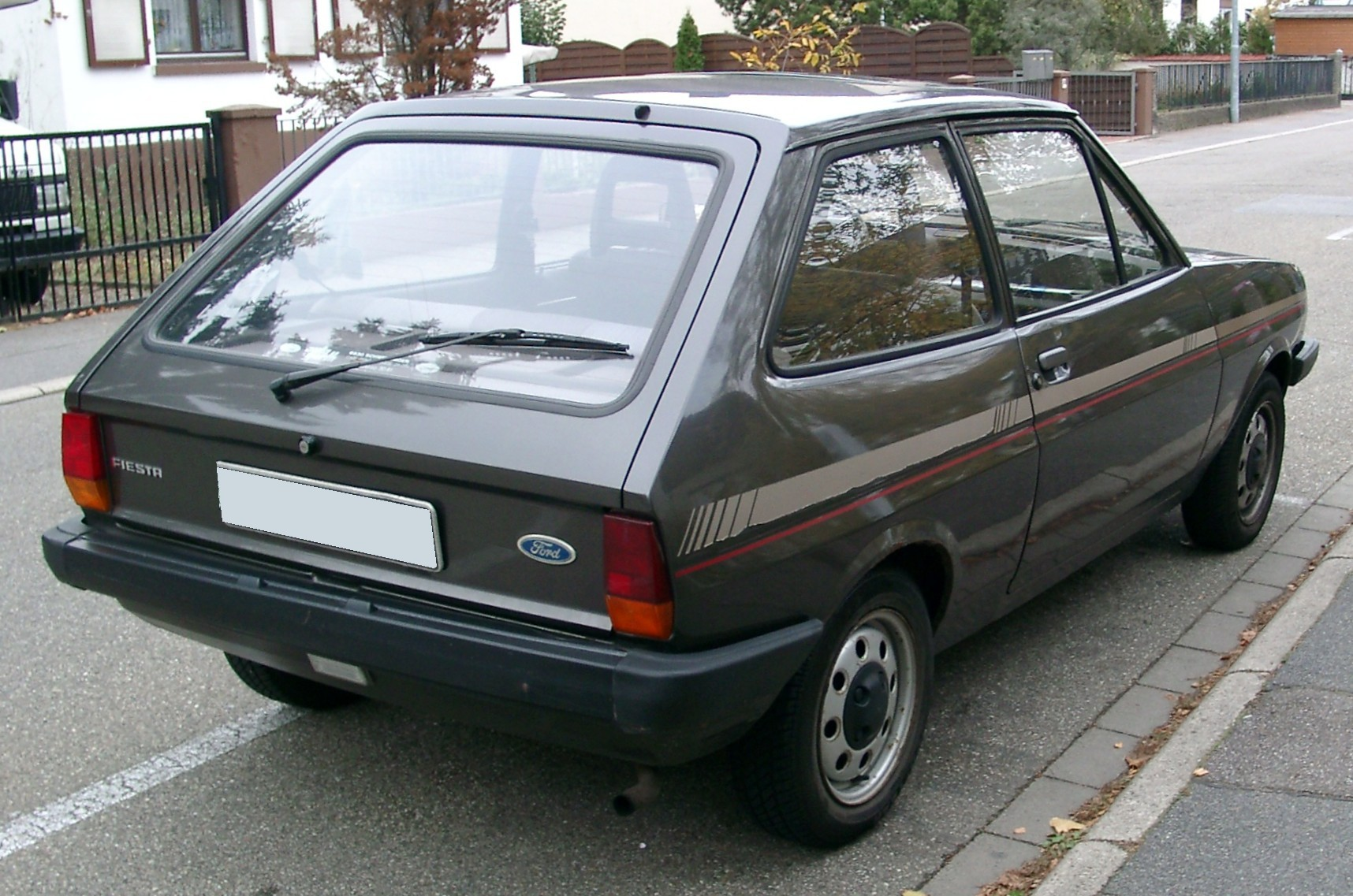

### Andra generationen
Mark II, 1984-1990
Den andra generationen kom ut i augusti 1983, som årsmodell 1984, och fick i Sverige 5-växlad låda som standard, ny instrumentpanel, nya fram- och baklysen samt en uppdatering av 1,1-litersmotorn med bland annat ny förgasare som hade automatisk choke. På den utländska marknaden fanns dock den gamla förgasaren med manuell choke kvar liksom den 4-växlade lådan. Nu fanns också en sportigare modell med större 1,3-litersmotor som tillval. Från 1987 kunde man få 1,1-litersmotorn med insprutning och katalysator, även en större motor på 1,4 liter som också hade insprutning och katalysator lanserades då. Sportmodellen fick en större motor på 1,6 liter. Fiesta L och GL vann ett småbilstest i Motorteknikens Värld 1977 och Fiesta XR2 kom sist i ett test i samma tidning 1990.

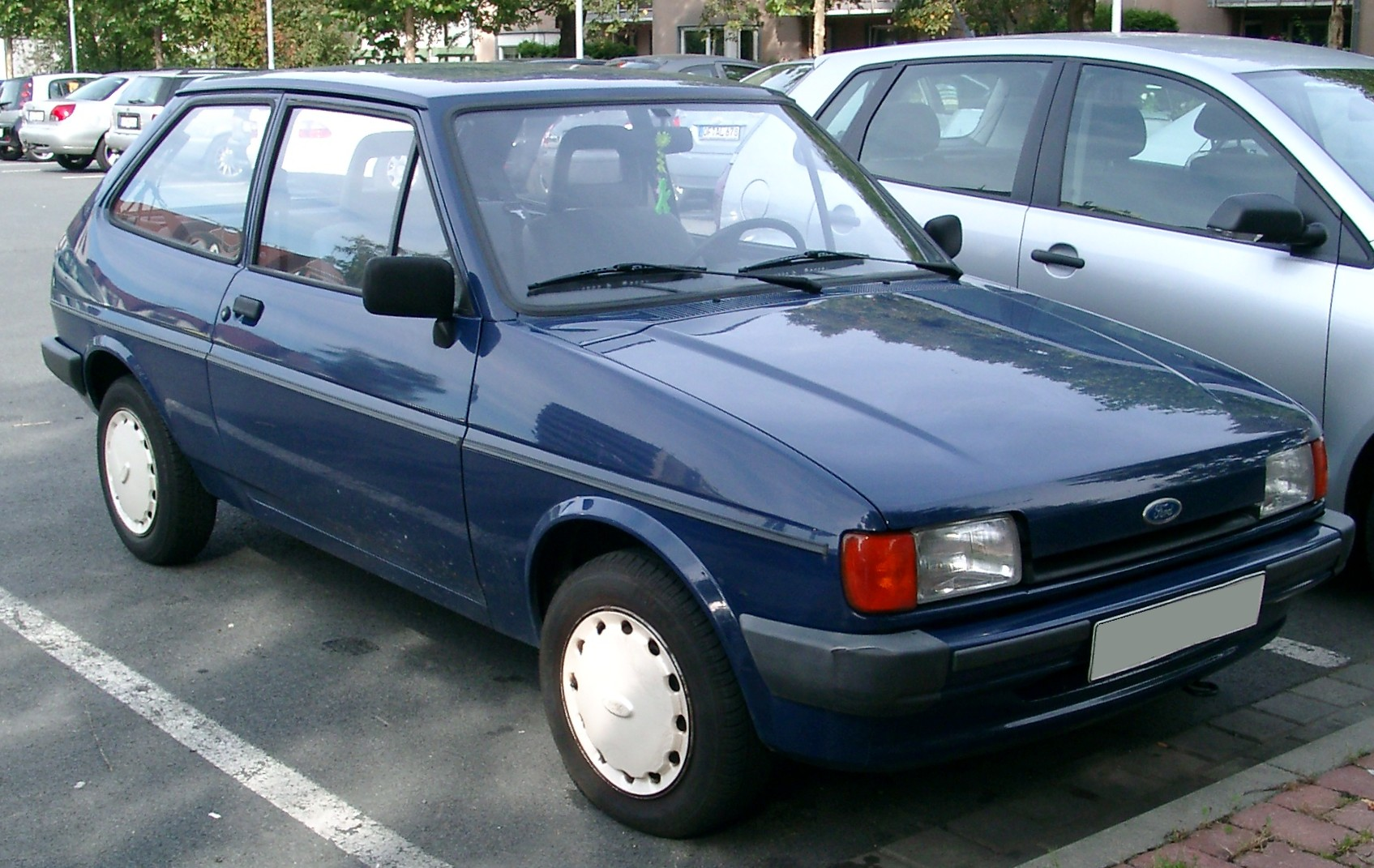
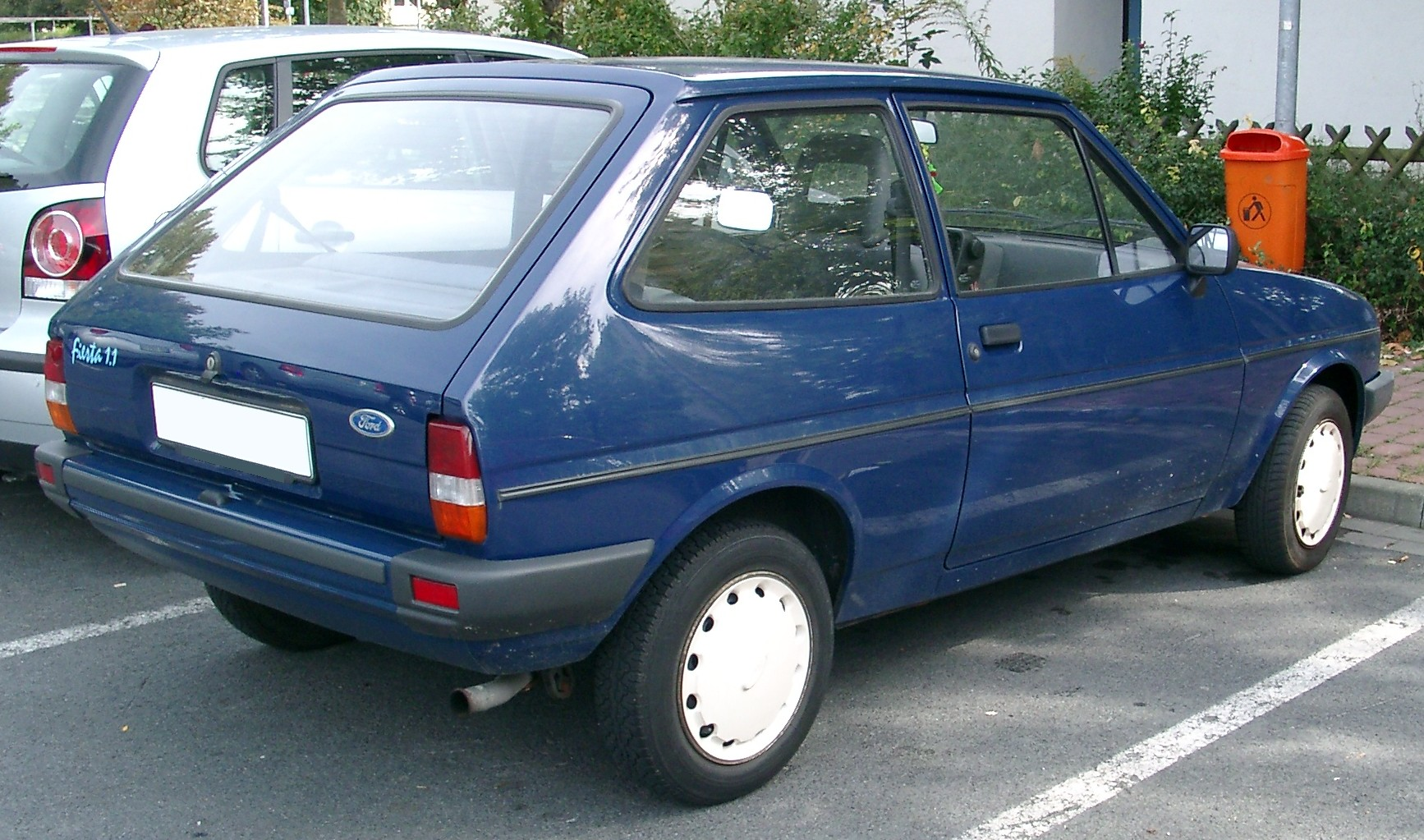
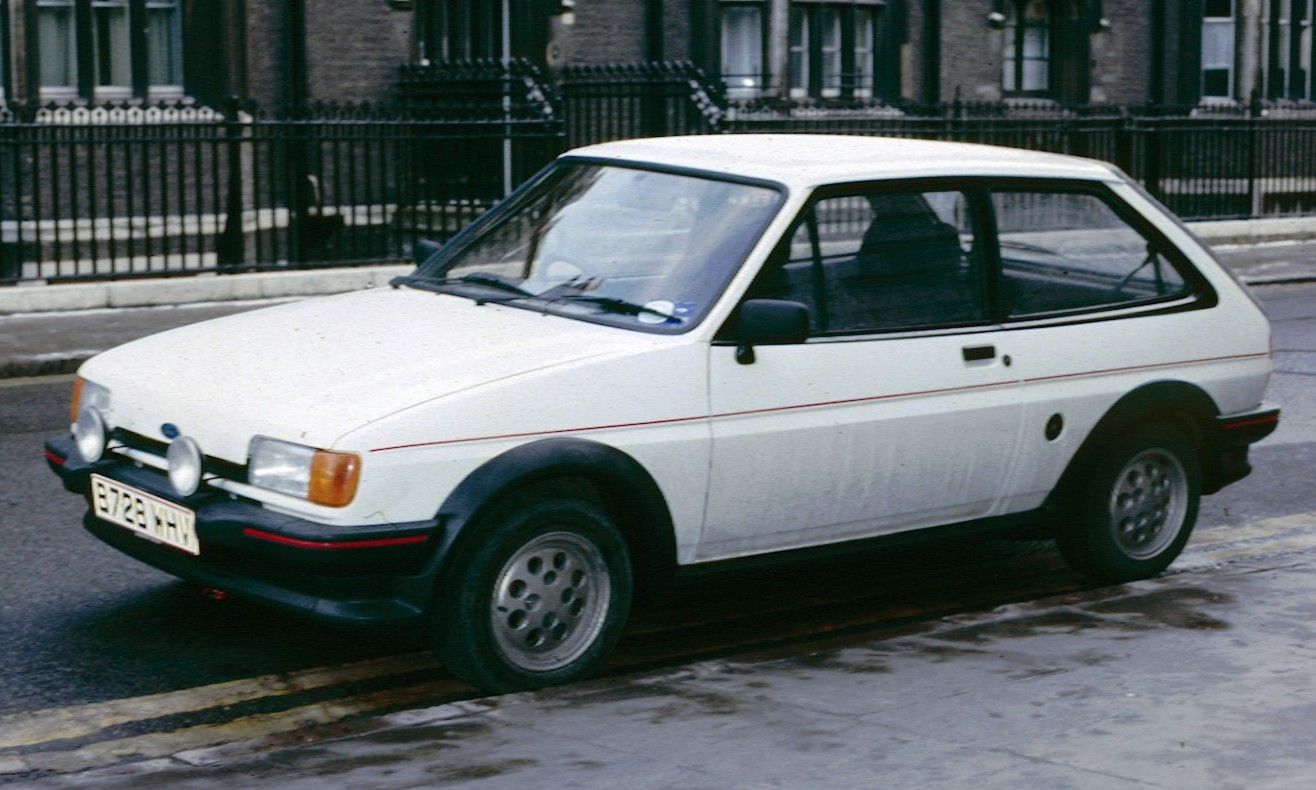
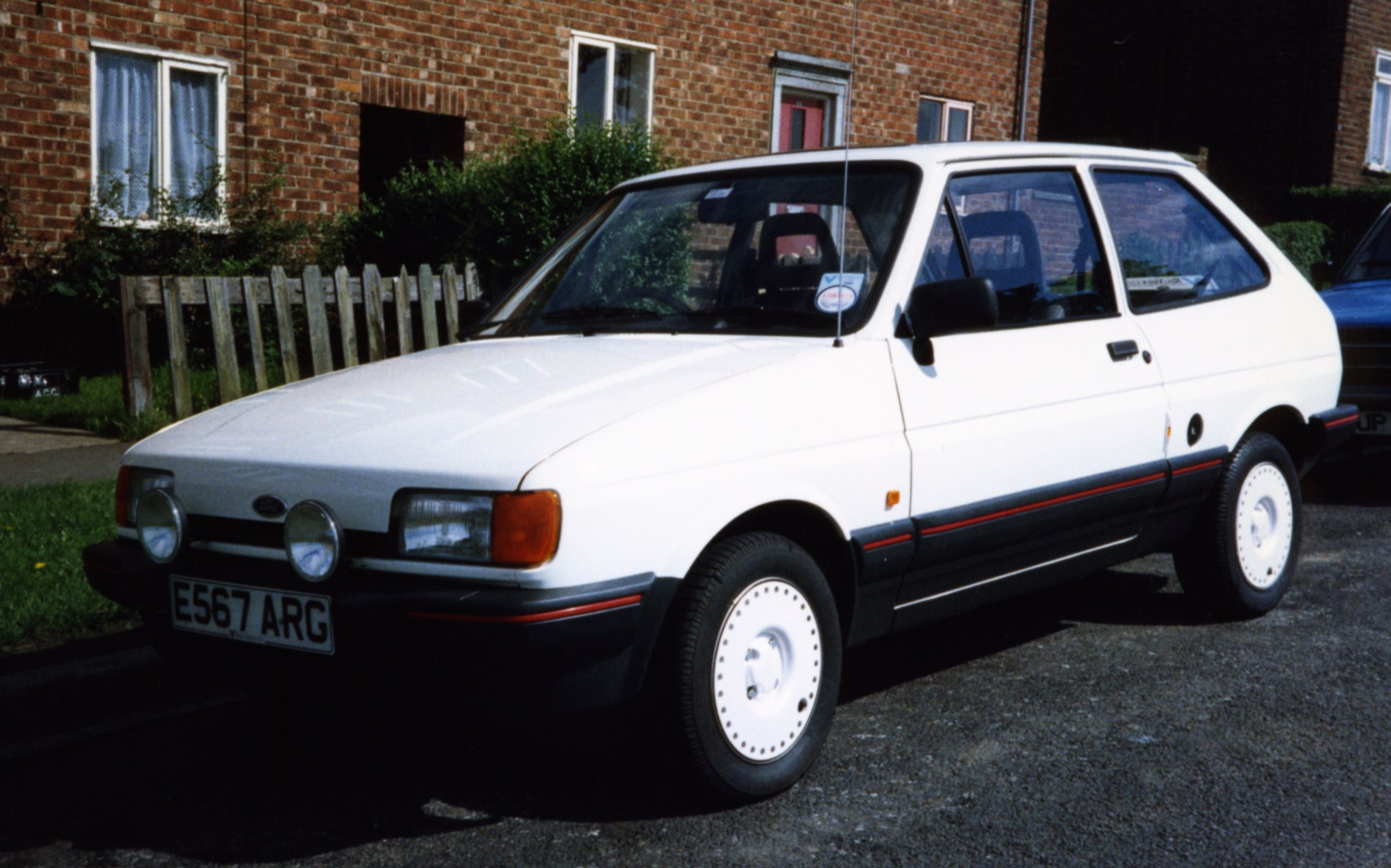

### Tredje generationen

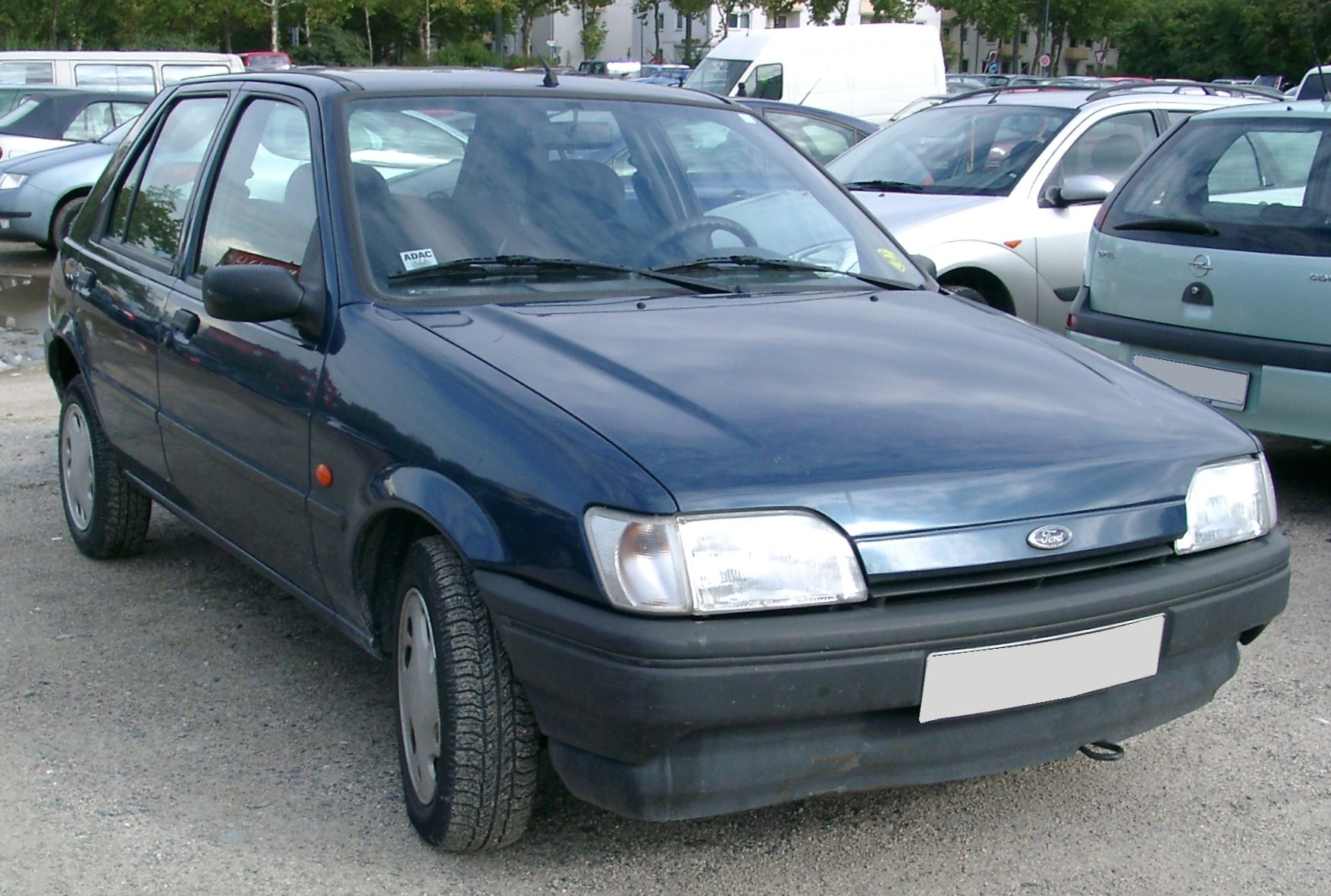
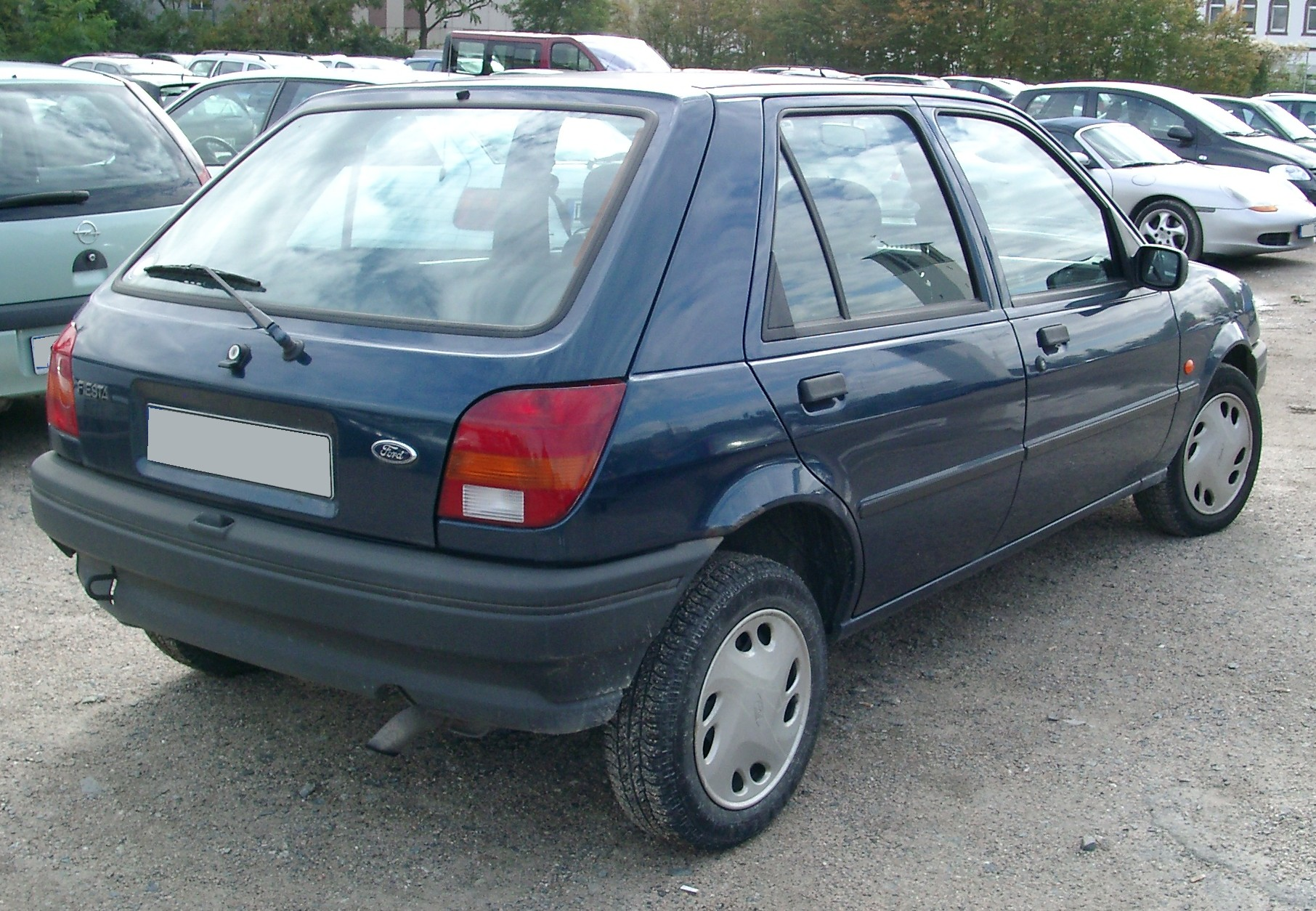
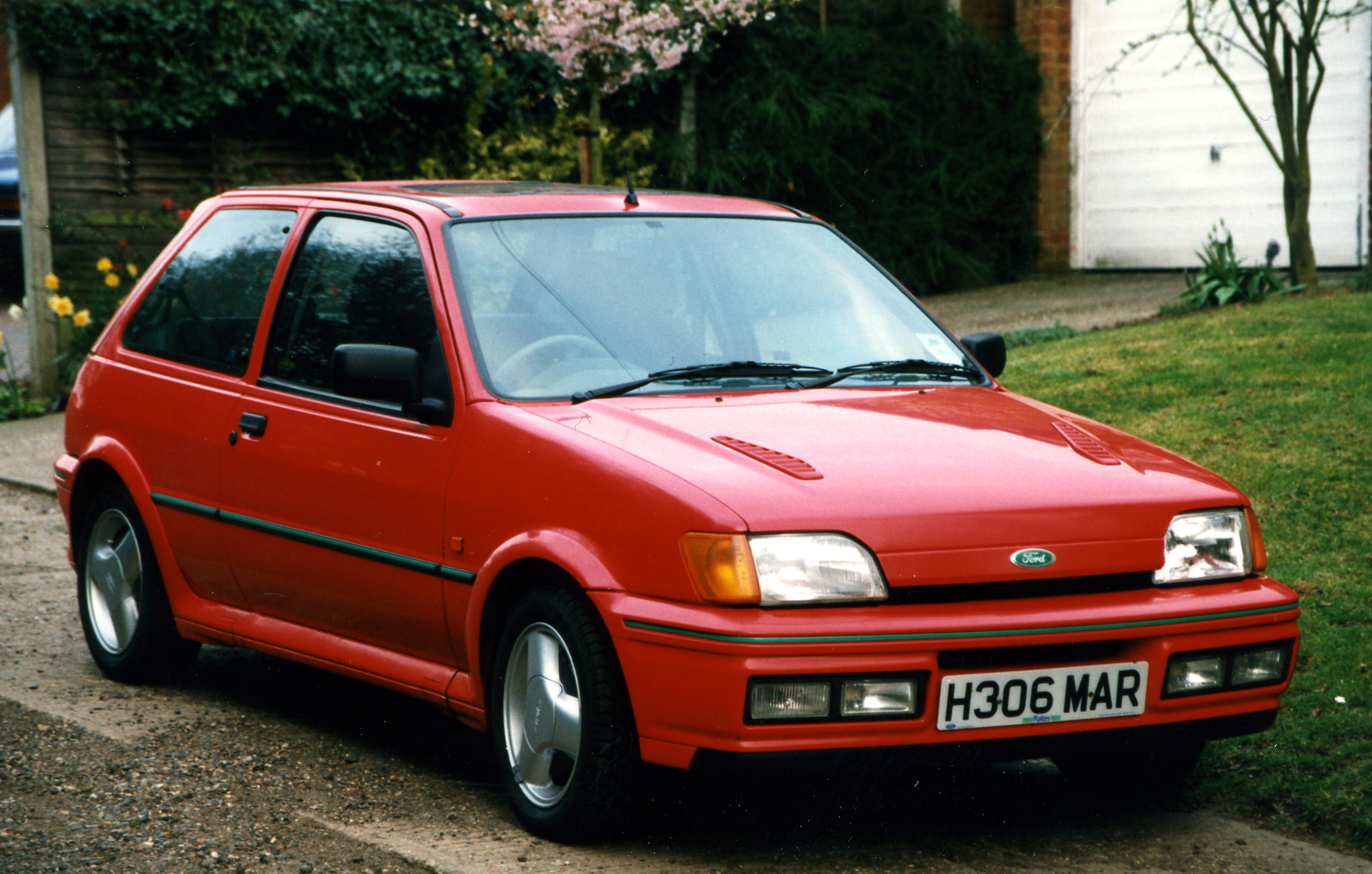
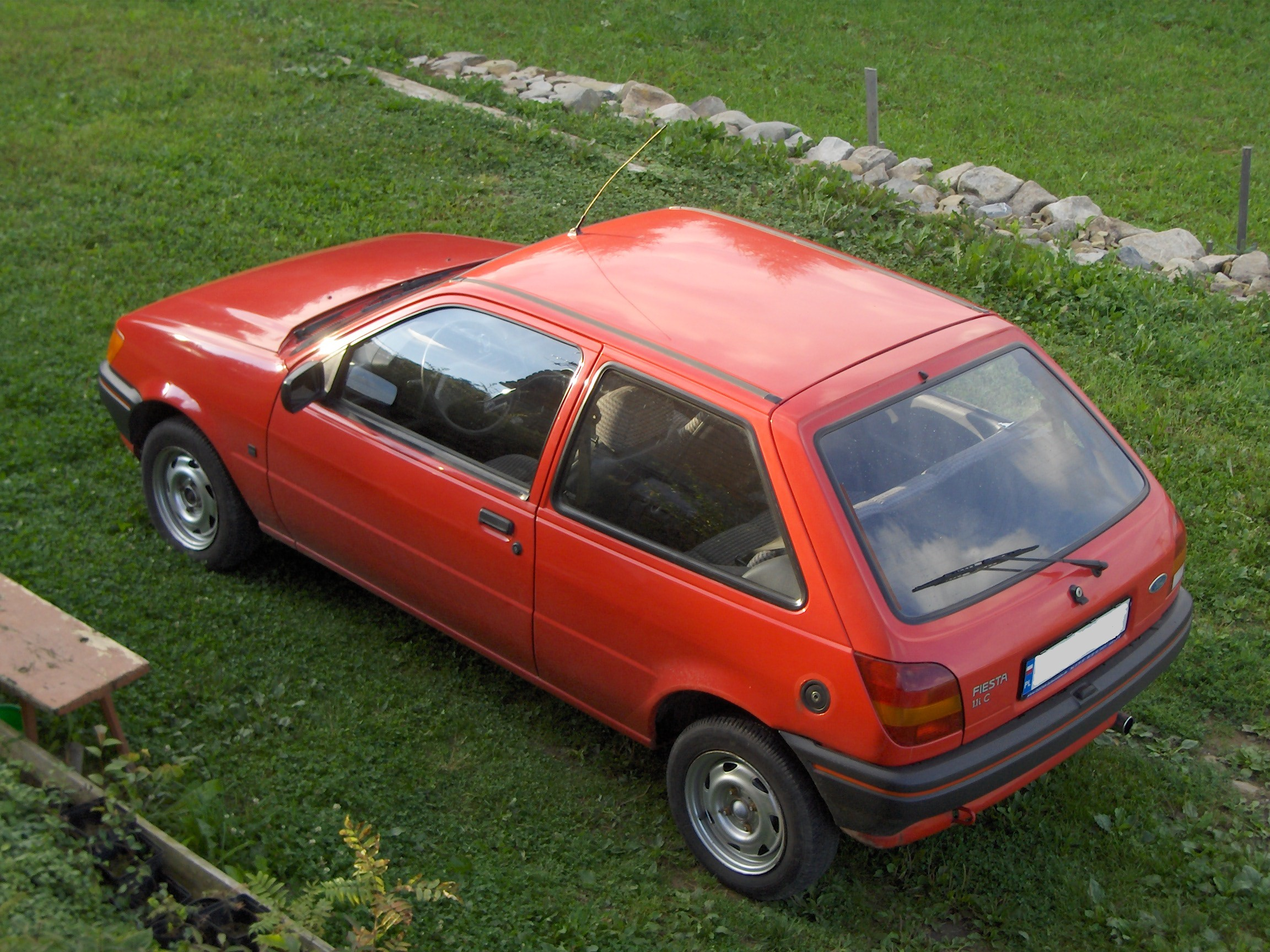

Mark III, 1990-1997

### Fjärde generationen
Mark IV, 1997-1999

### Femte generationen

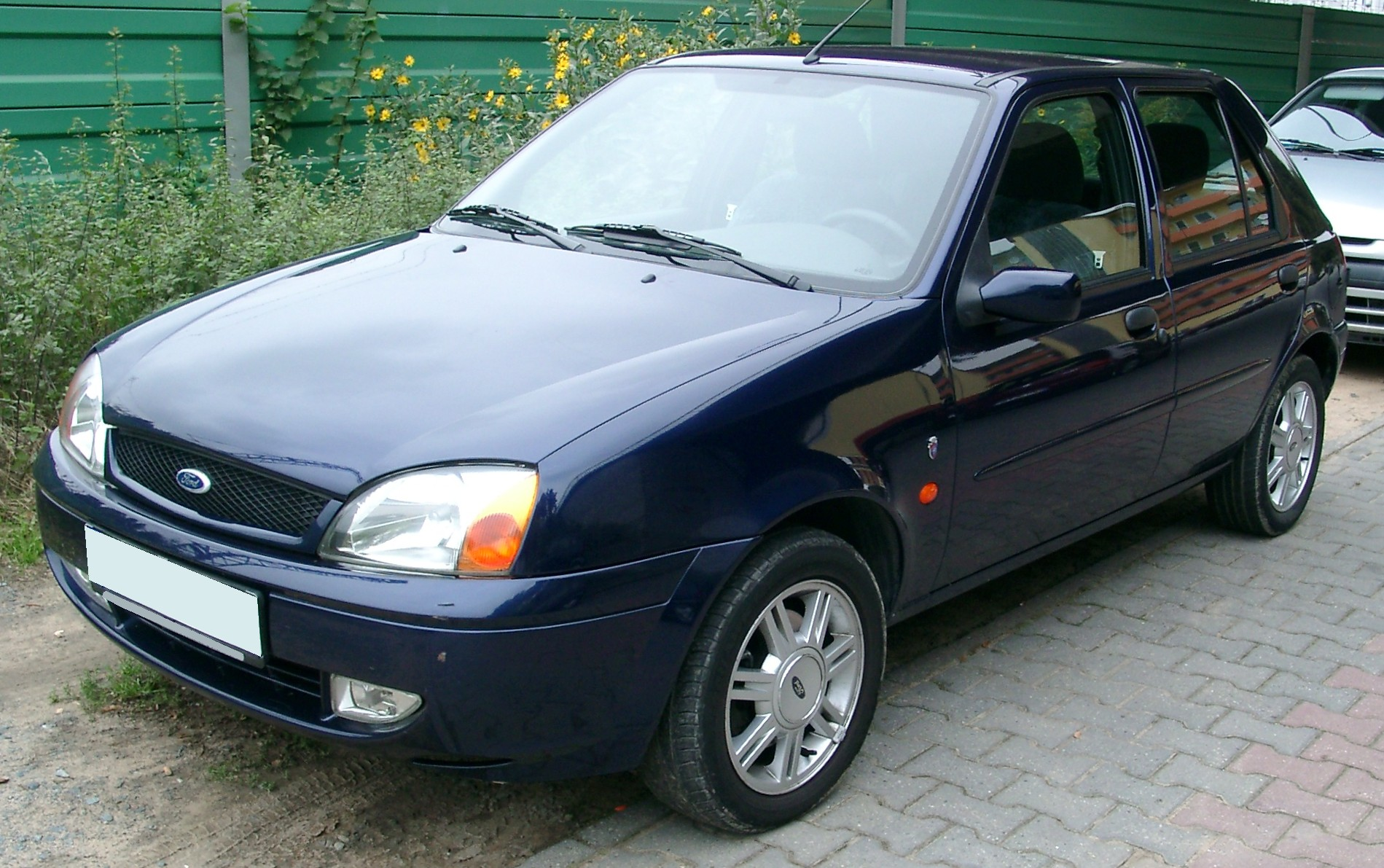
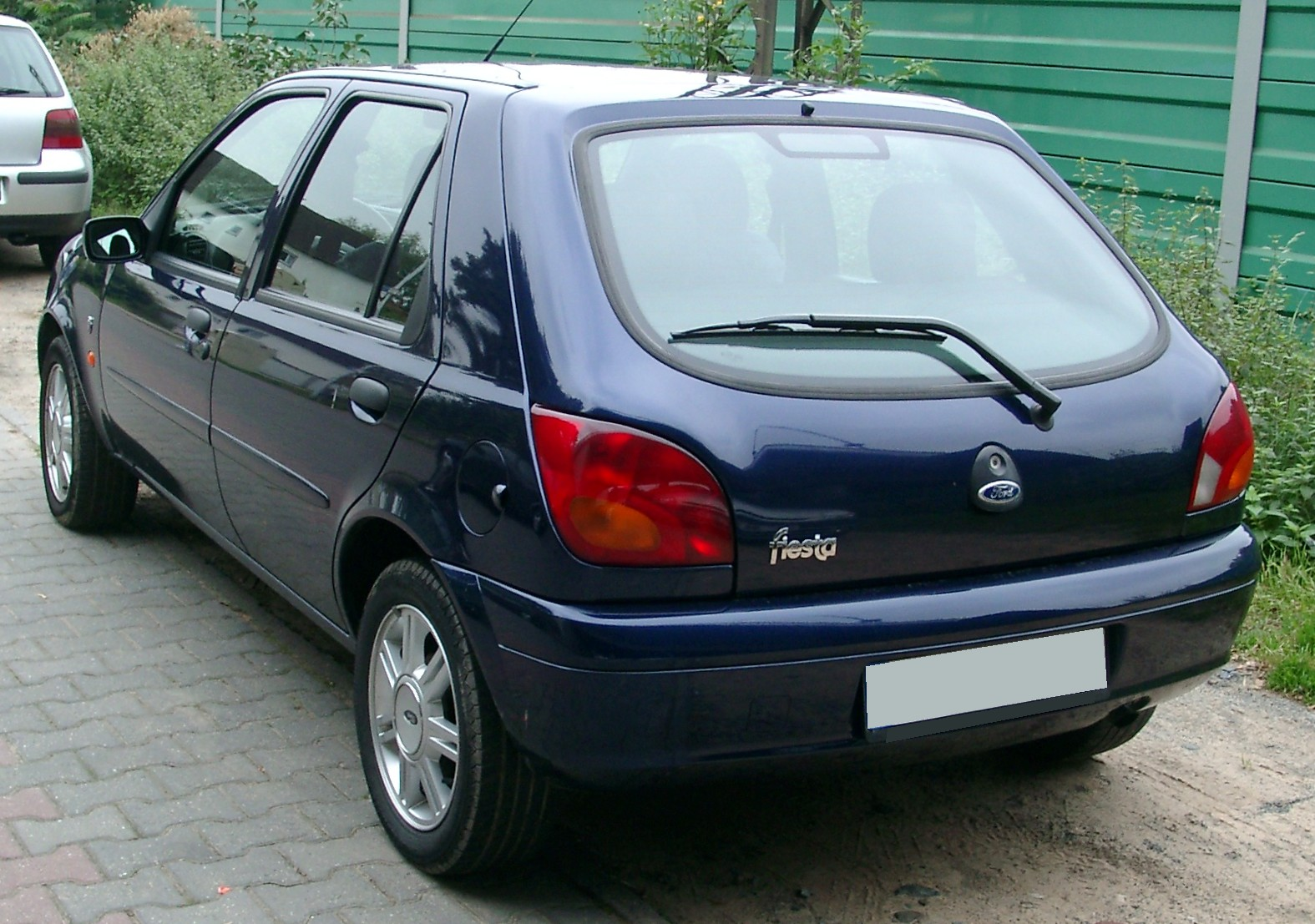
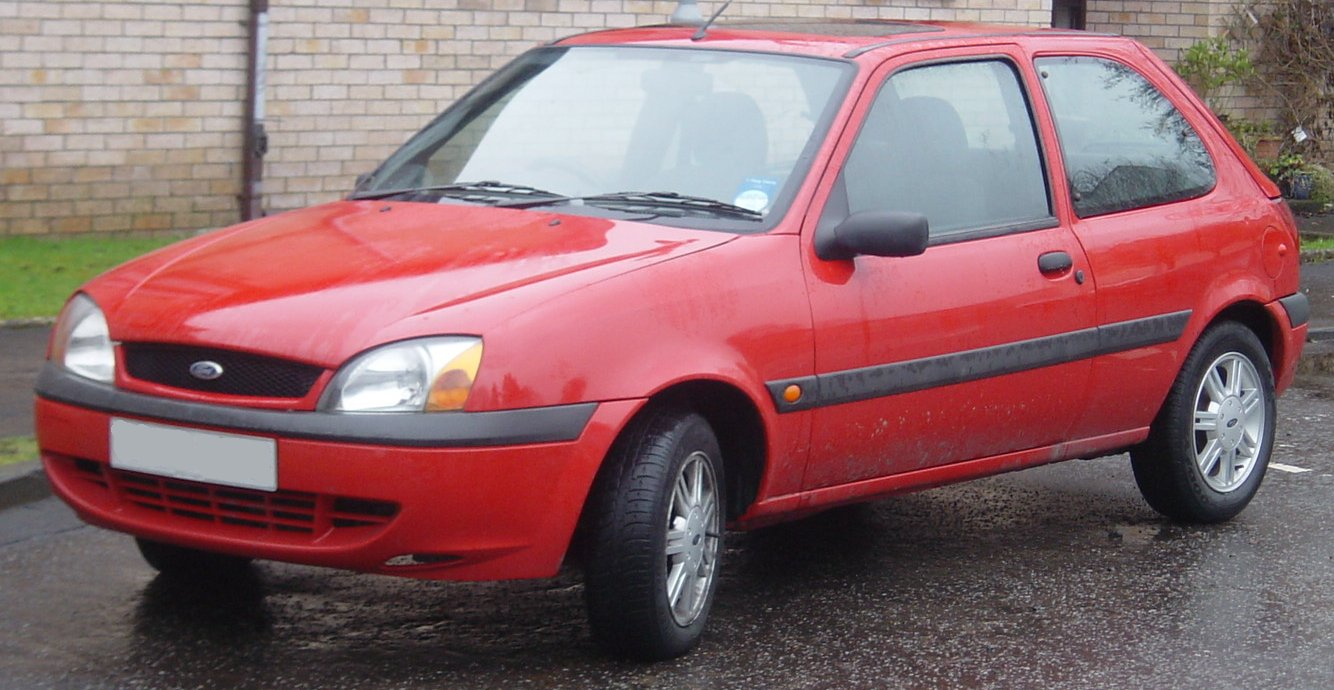
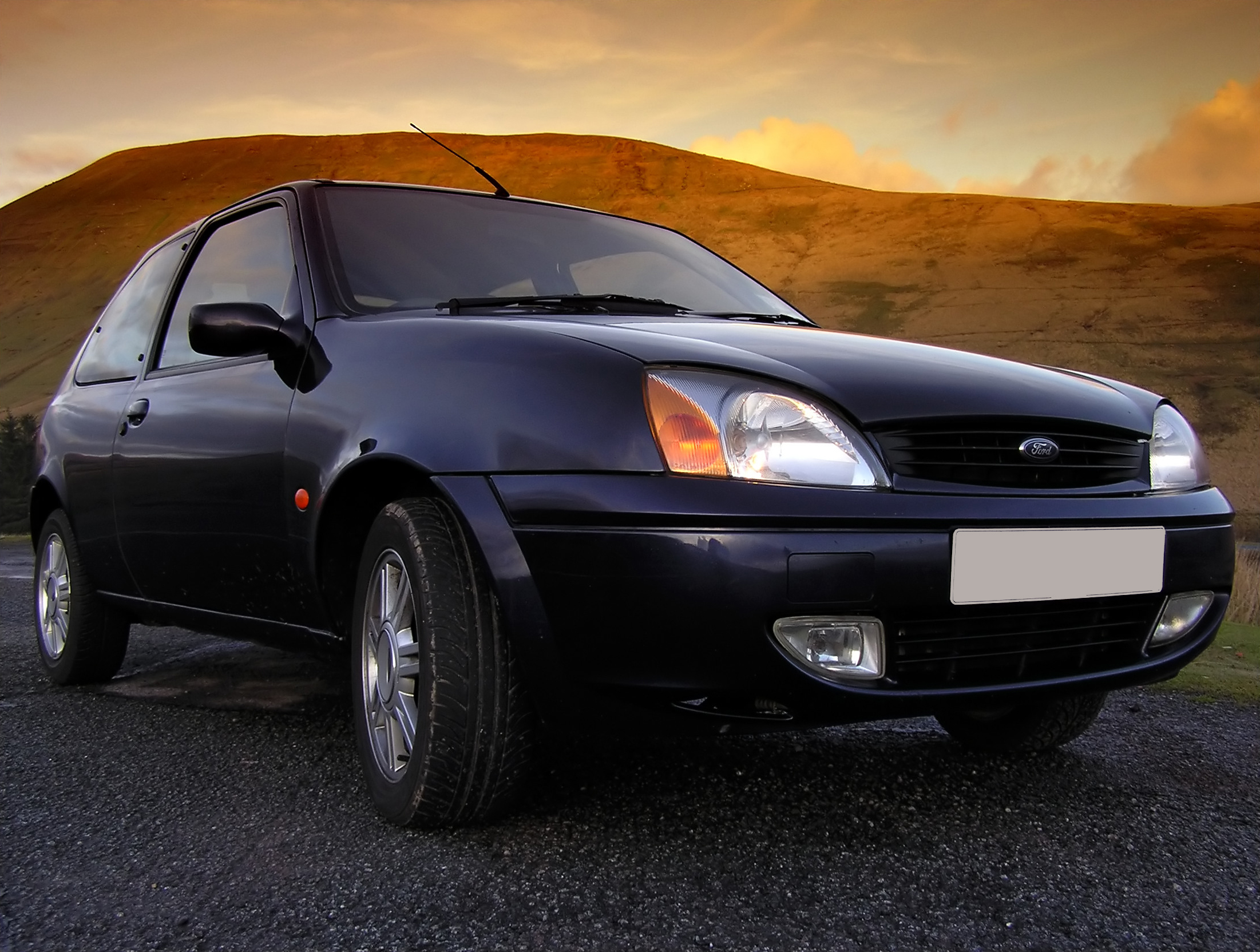

Mark V, 1999-2002

### Sjätte generationen
Mark VI, 2002-2008

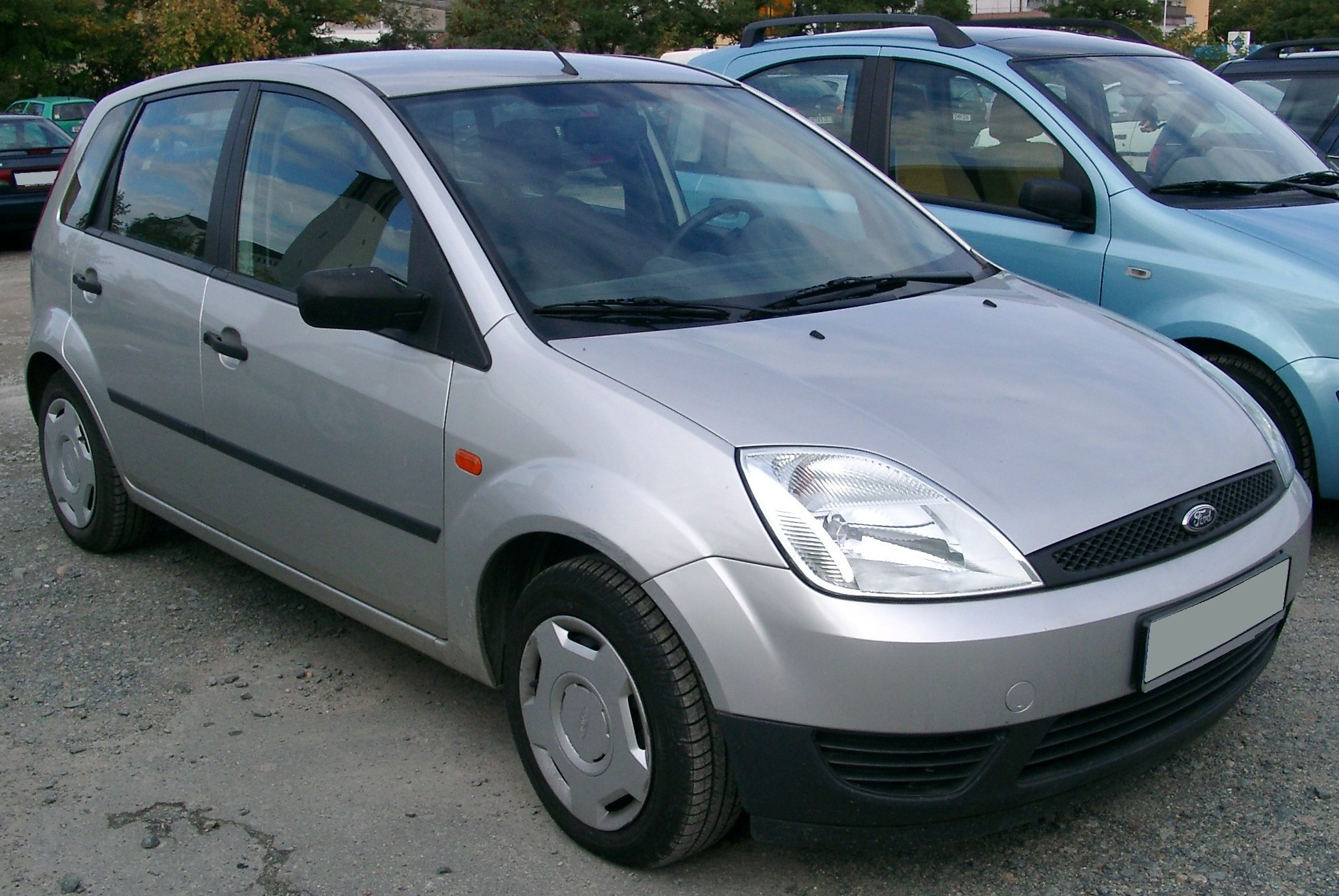
2002 - 2004
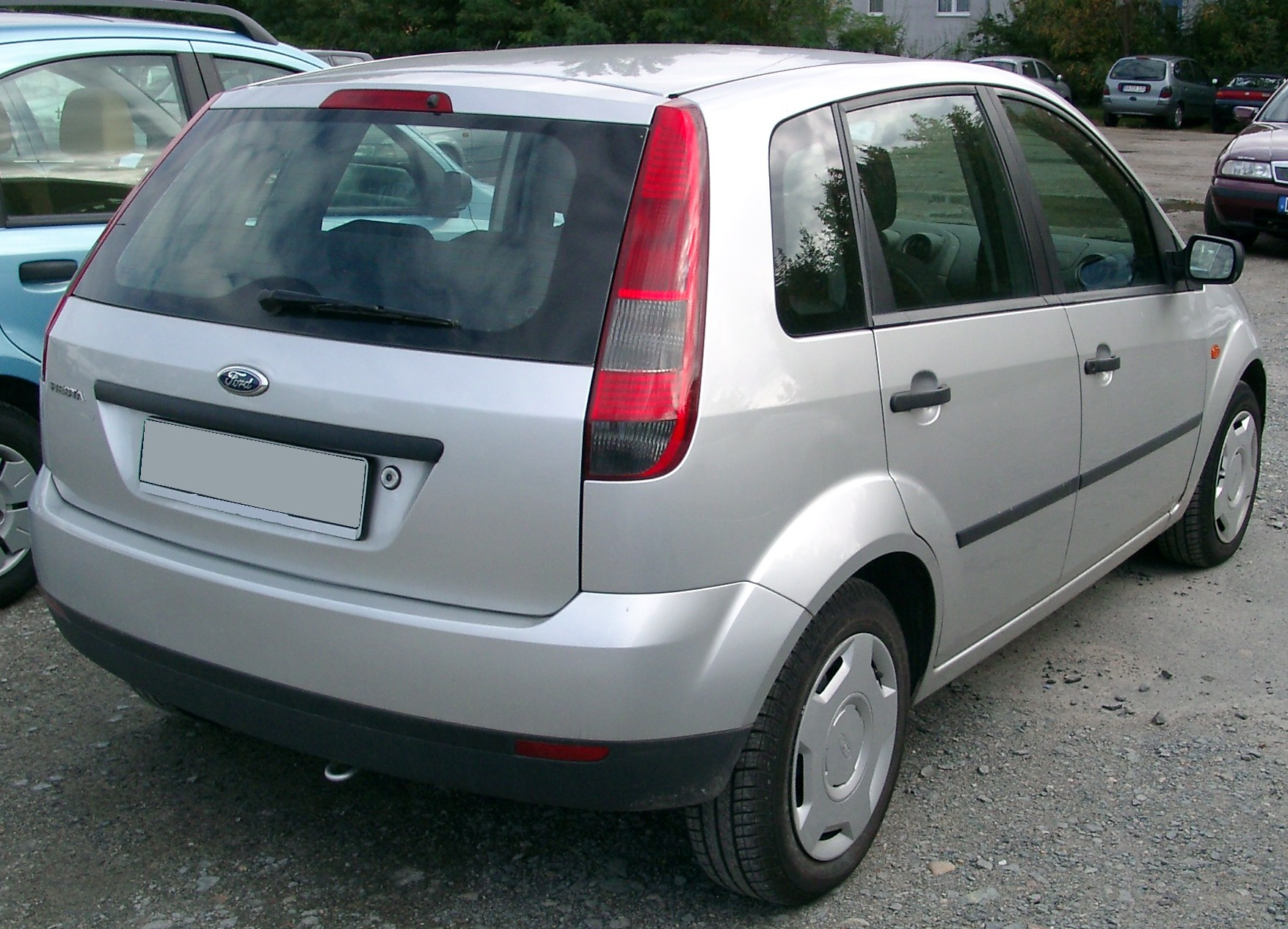
2002 - 2004
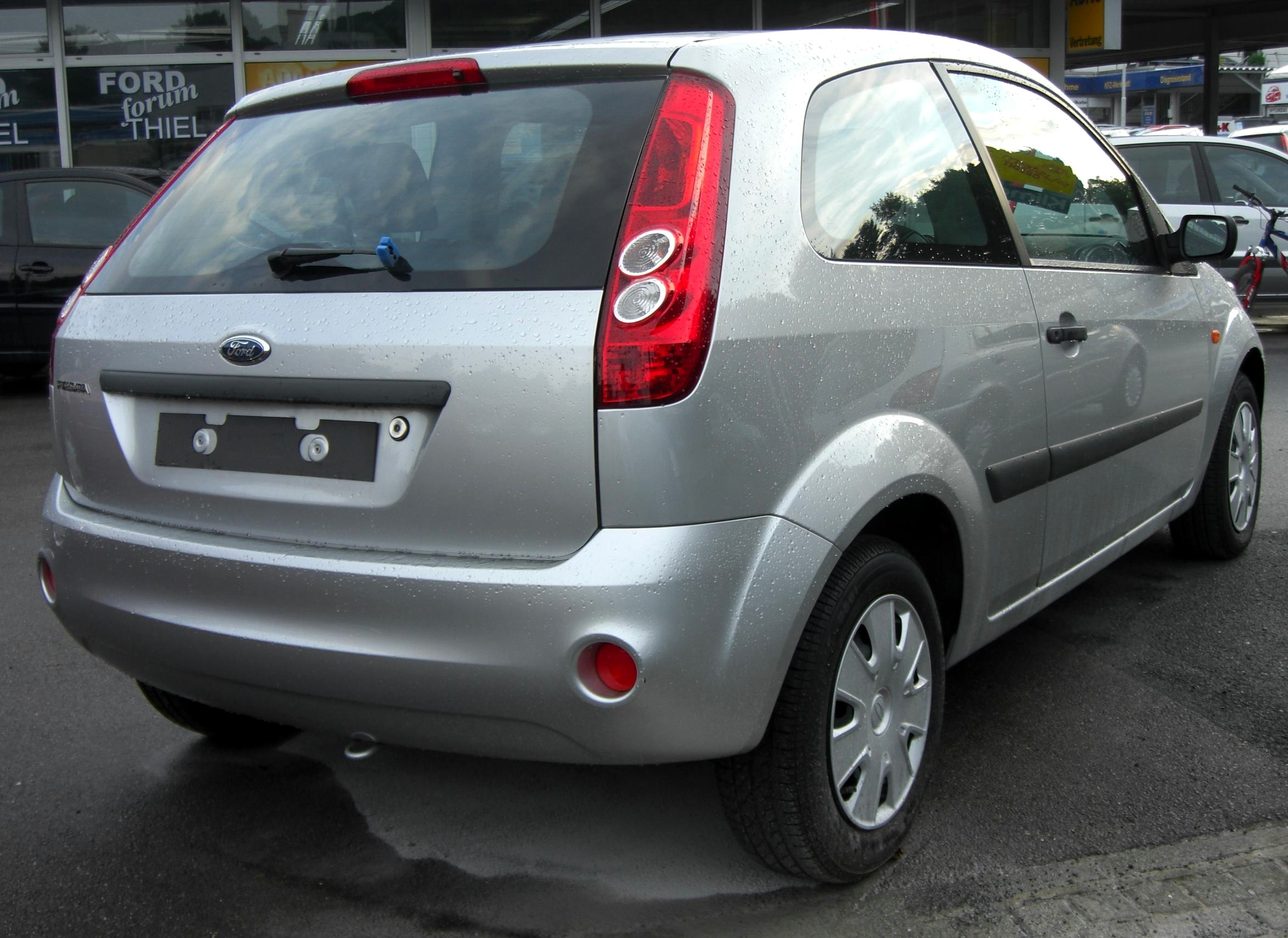
2005 - 2008
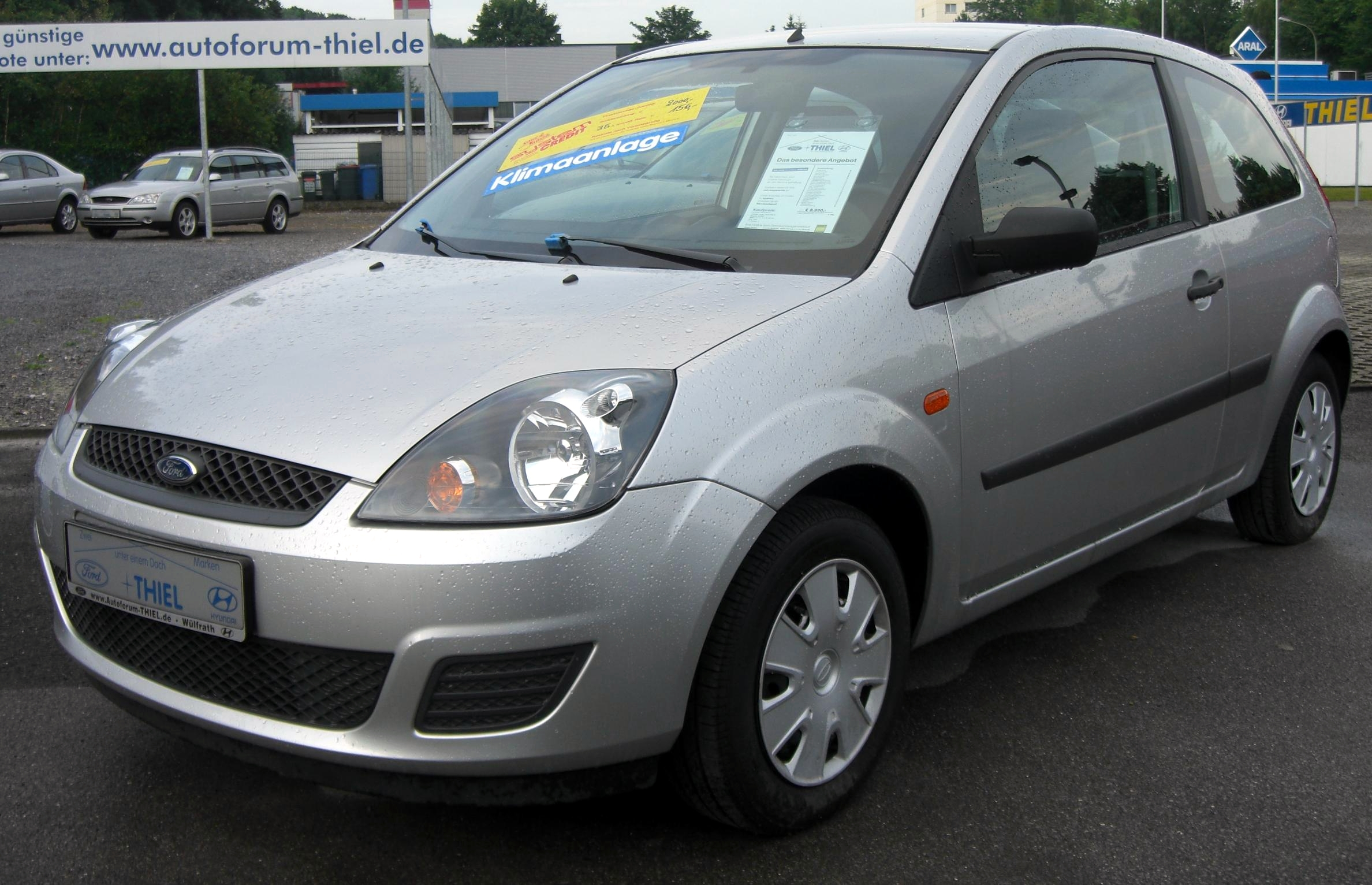
2005 - 2008

### Sjunde generationen

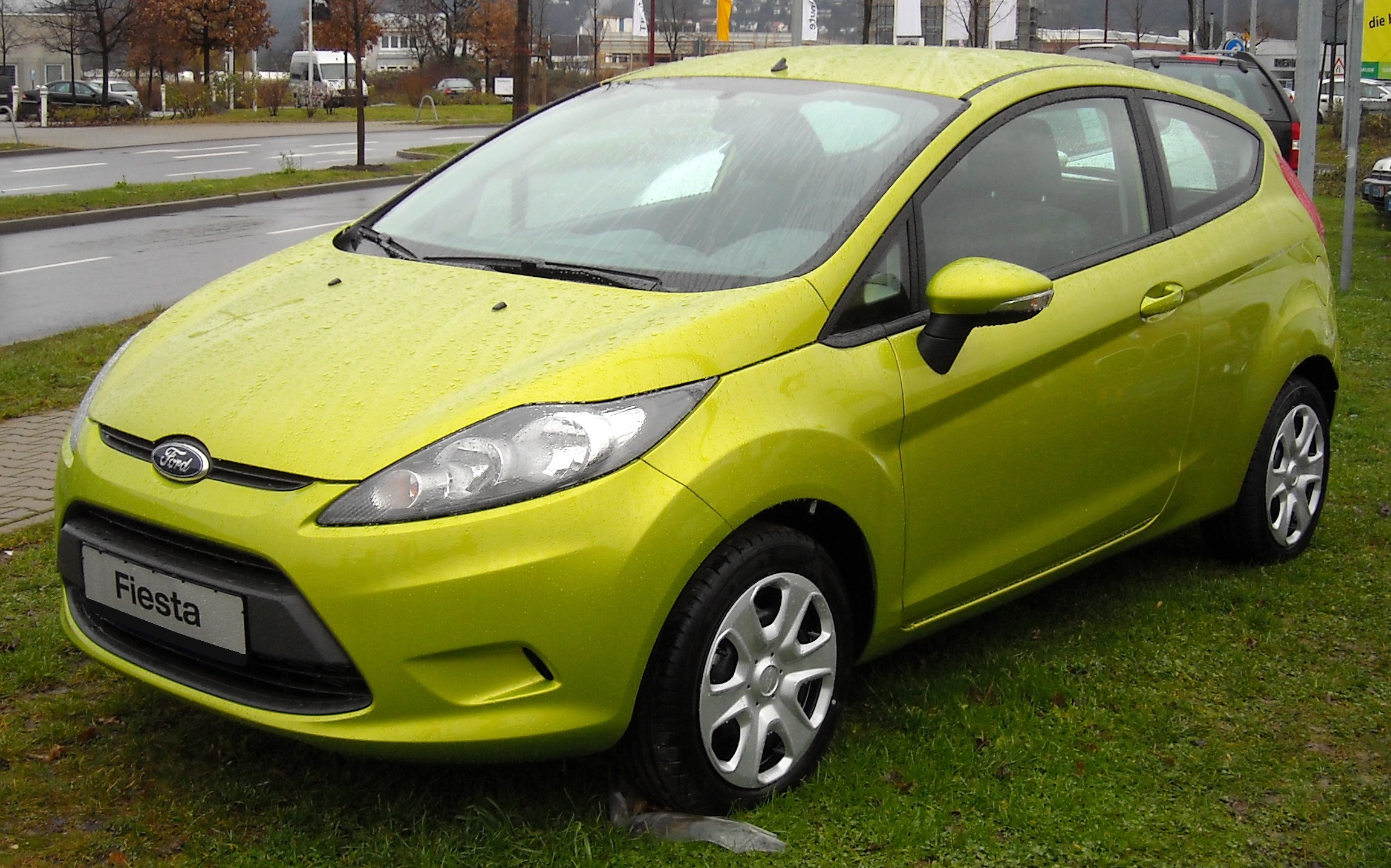
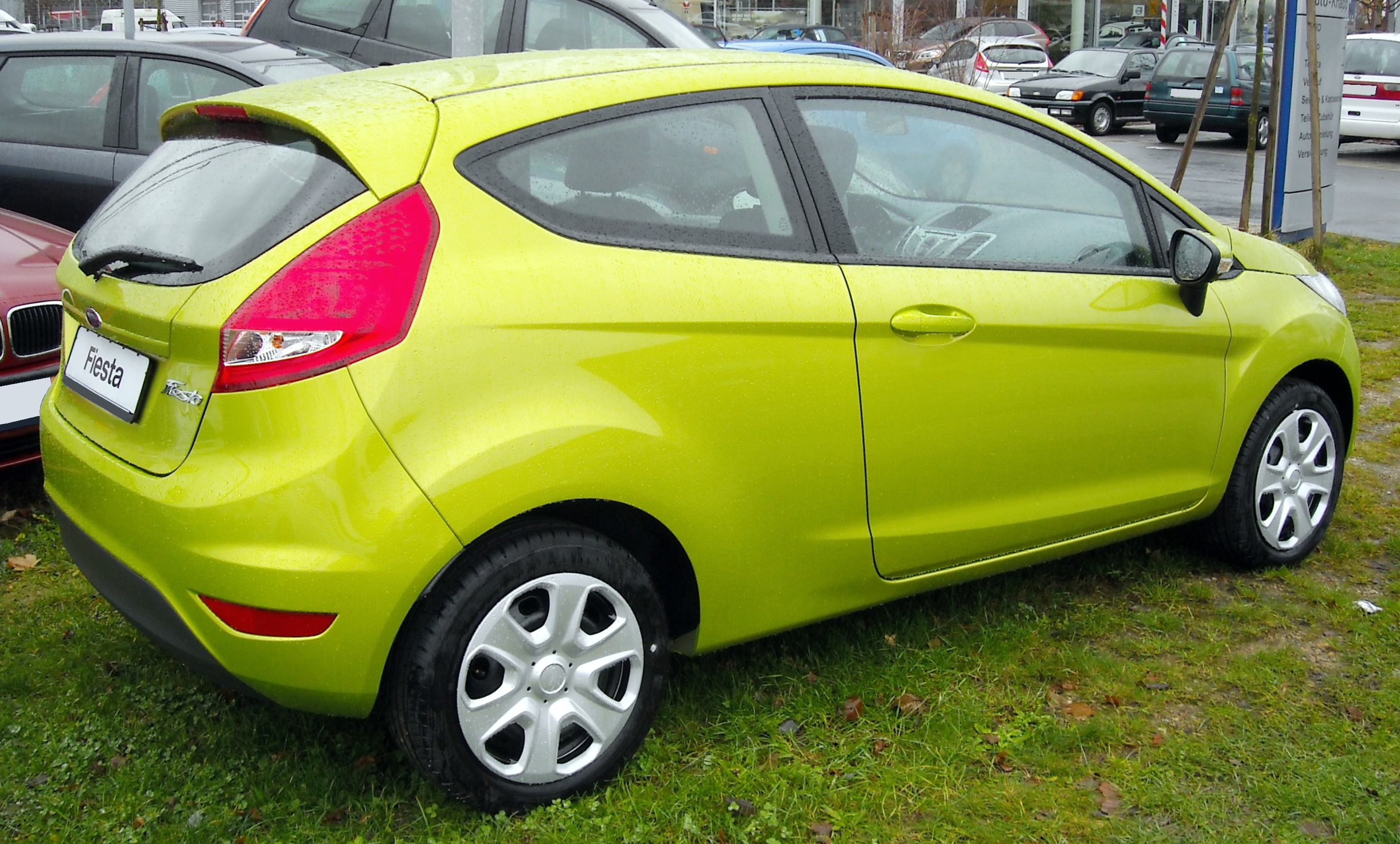
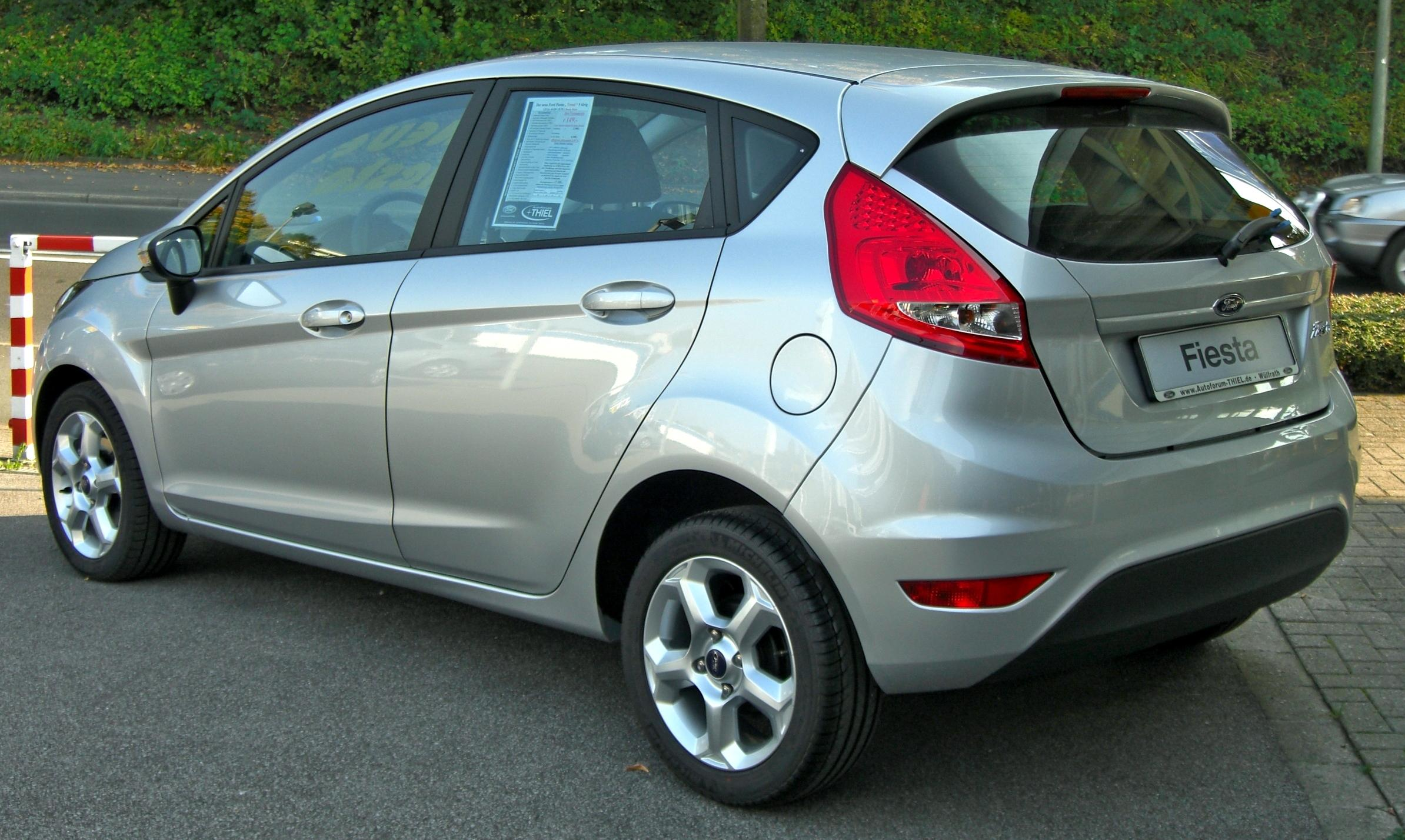
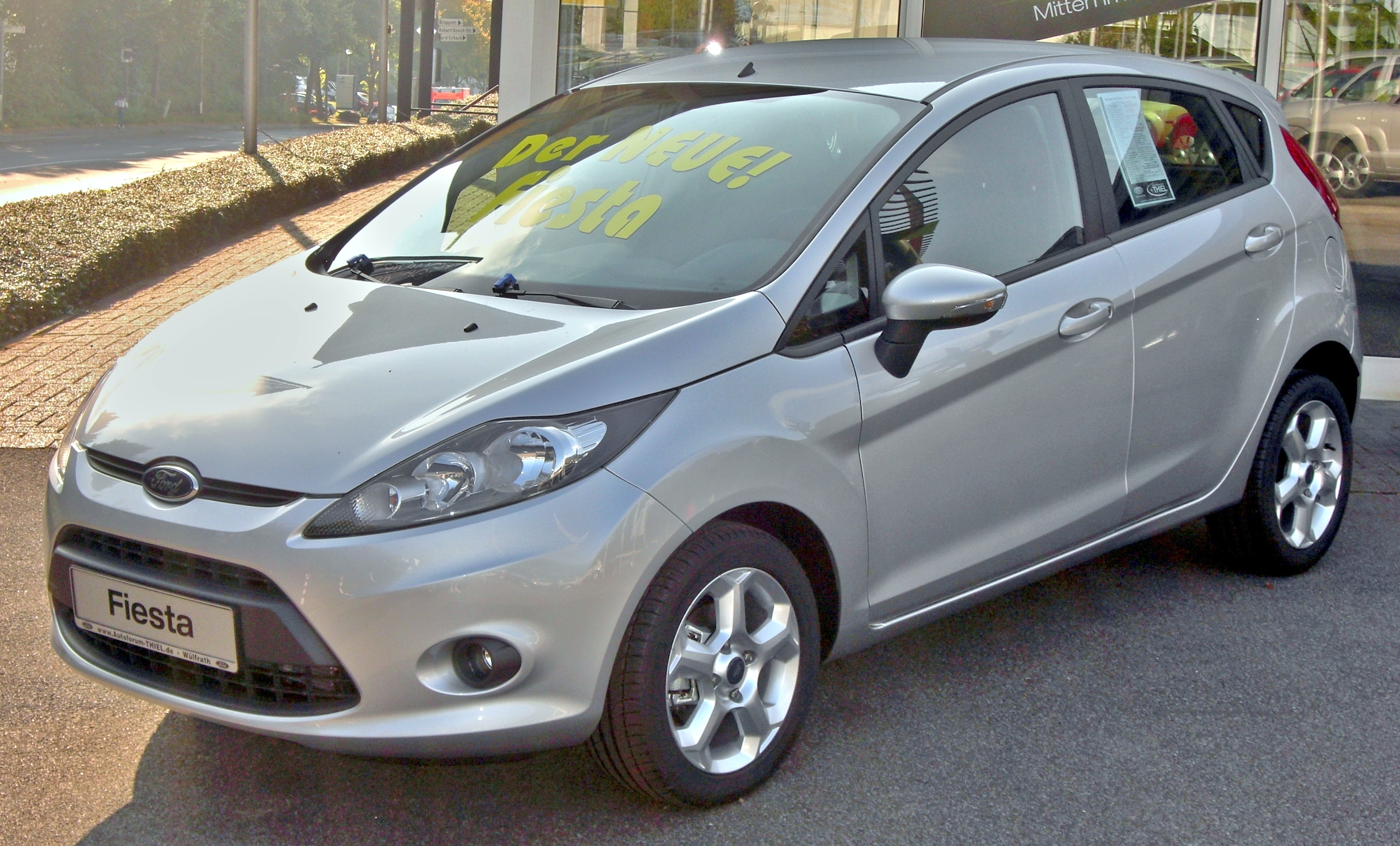

Mark VII, 2008-